# Shangani (Mtwara)
Shangani ist ein Verwaltungsbezirk (Ward) des Distrikts Mtwara (MC) in der tansanischen Region Mtwara.

## Geografie
Shangani liegt im Südosten von Tansania, es ist der nördliche Teil der Regionshauptstadt Mtwara und liegt direkt am Indischen Ozean. Der Bezirk grenzt im Osten an Reli, im Süden an Vigaeni und Rahaleo, im Westen an Chuno uns im Norden an den Indischen Ozean. Bei der Volkszählung 2022 lebten 10.420 Menschen in 3515 Haushalten auf einer Fläche von 6 Quadratkilometern.

## Gliederung
Der Bezirk besteht aus zwölf Stadtteilen (Mtaa):
- Ligula Kati
- Ligula Mbelenje
- Kiyangu A
- Kiyangu B
- Shangani East
- Ligula TES
- Maduka Makubwa
- Ligula Shuleni
- Ligula Umoja
- Shangani West
- Indian Quarters
- TTC Ufundi

## Infrastruktur
- Bildung: Im Bezirk liegen fünf weiterführende Schulen.[8] Die Shangani Secondary School ist eine staatliche Tagesschule, die bis zur 4. Stufe ausbildet.[9] Ebenfalls staatlich ist die 1973 gegründete Mtwara Technical Secondary School mit technischem Schwerpunkt.[10] Die Alsafa Secondary School[11] und die Ocean Secondary School[12] sind private Tagesschulen, erstere bis zur 4. Stufe, die zweite bis zur 6. Stufe. Die römisch-katholische Kirche leitet die Mtwara Sisters Secondary School, eine Internatsschule für Mädchen mit einer Ausbildung bis zur 4. Stufe.[13] Ebenfalls in Shangani befindet sich das Stella Maris Mtwara University College, das 2009 als Universitätszentrum der St. Augustine University of Tanzania (SAUT) gegründet wurde.[14]
- Gesundheit: In Shangani West liegt die private Apotheke Ndanda Ndogo.[15]